# Enicosanthum grandiflorum
Enicosanthum grandiflorum là loài thực vật có hoa thuộc họ Na. Loài này được (Becc.) Airy Shaw mô tả khoa học đầu tiên năm 1939.